# Palazzo del Circolo militare nazionale
Il Palazzo del Circolo militare nazionale, noto anche come Palazzo del Circolo degli ufficiali (in romeno Cercul Militar Național) si trova in via Constantin Mile a Bucarest, in Romania. Fu costruito nel 1911, sulla base di progetti realizzati dal capo architetto Dimitrie Maimarolu, usando lo stile neoclassico francese. Il beneficiario era il Circolo degli ufficiali della guarnigione militare di Bucarest, fondata nel 1876.

## Storia del palazzo
Il palazzo venne costruito sul sito del vecchio monastero di Sărindar e la fontana di fronte al palazzo porta il suo nome. La costruzione venne realizzata da un gruppo guidato dall'architetto Maimarolu, in collaborazione con gli ingegneri Anghel Saligny ed Elie Radu, con Paul Saligny e Mircea Radu; la decorazione interna è stata supervisionata dall'architetto Ernest Doneaud.
Durante l'occupazione tedesca di Bucarest, durante la prima guerra mondiale, gli interni dell'edificio furono devastati. Dopo la fine della guerra, il palazzo fu ufficialmente inaugurato nel 1923. Durante il periodo comunista, il nome fu sostituito con "Casa centrale dell'esercito" (Casa Centrală a Armatei). Nel 1989 è stato ribattezzato "Circolo Militare Nazionale" (Cercul Militar Național).
Oggi, il palazzo del Circolo militare nazionale è considerato un monumento storico e architettonico. Rappresenta l'istituzione culturale centrale dell'esercito rumeno ed è anche utilizzato per vari eventi culturali e per scopi di rappresentanza e protocollo. Il ristorante e la terrazza sono aperti al pubblico.

## Storia del Circolo militare
Il 15 dicembre 1876 fu fondato il Circolo degli ufficiali della guarnigione militare di Bucarest; il suo primo direttore fu il generale Alexandru Zefcari. Per un po', il Circolo degli ufficiali venne ospitato in locali in affitto, vicino al Regina Elisabeta Boulevard e a Calea Victoriei.

## Galleria d'immagini

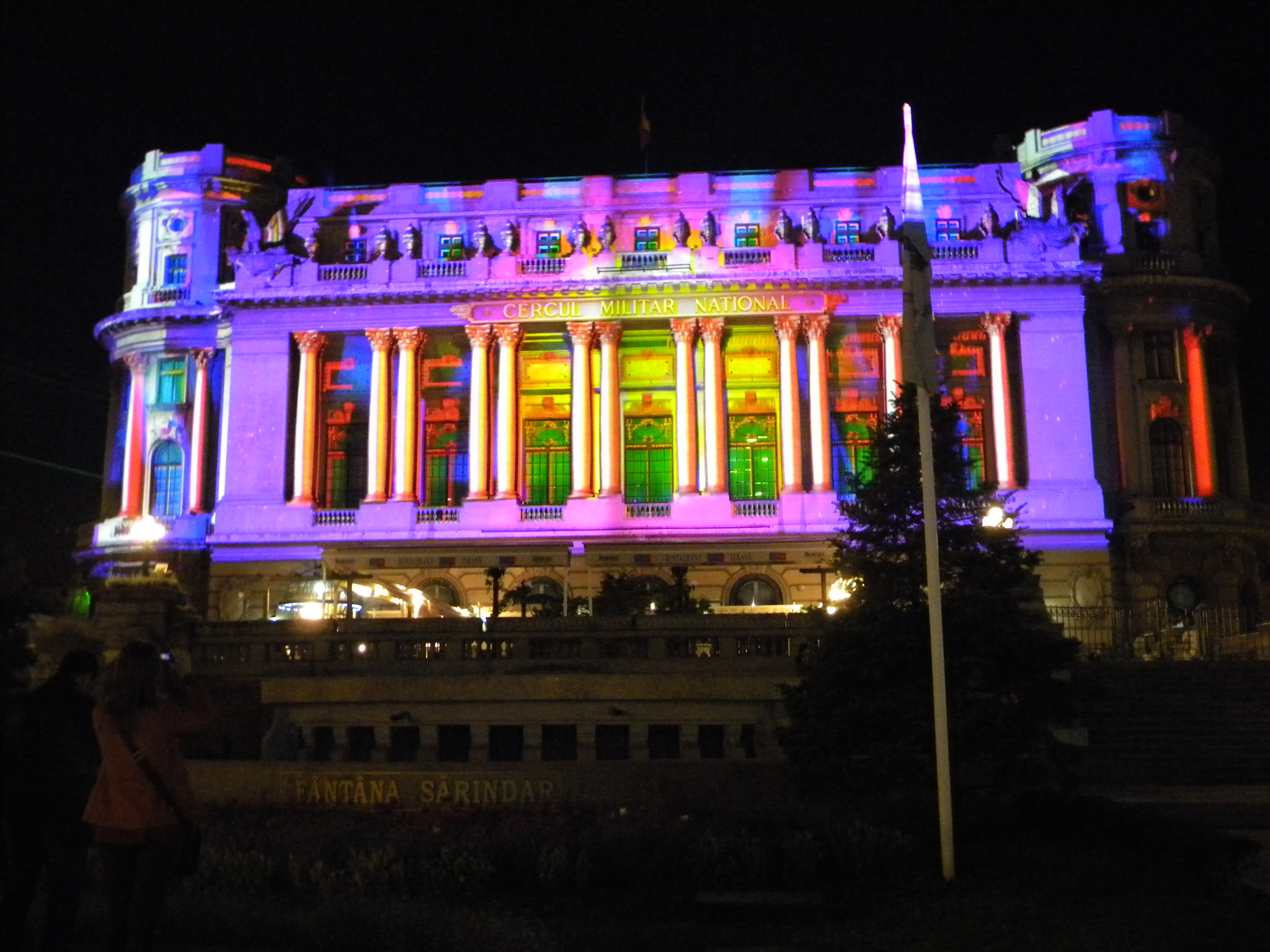
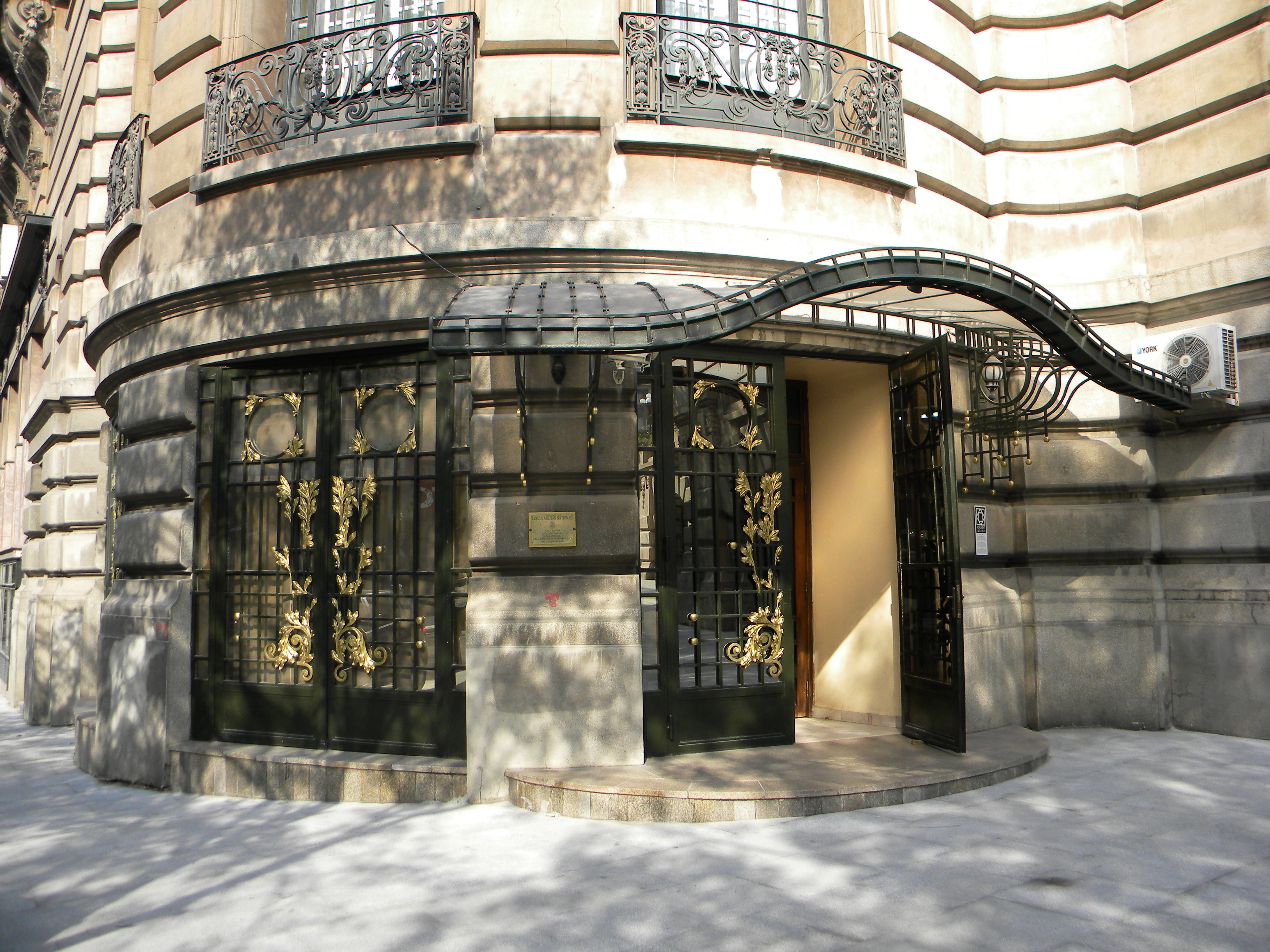
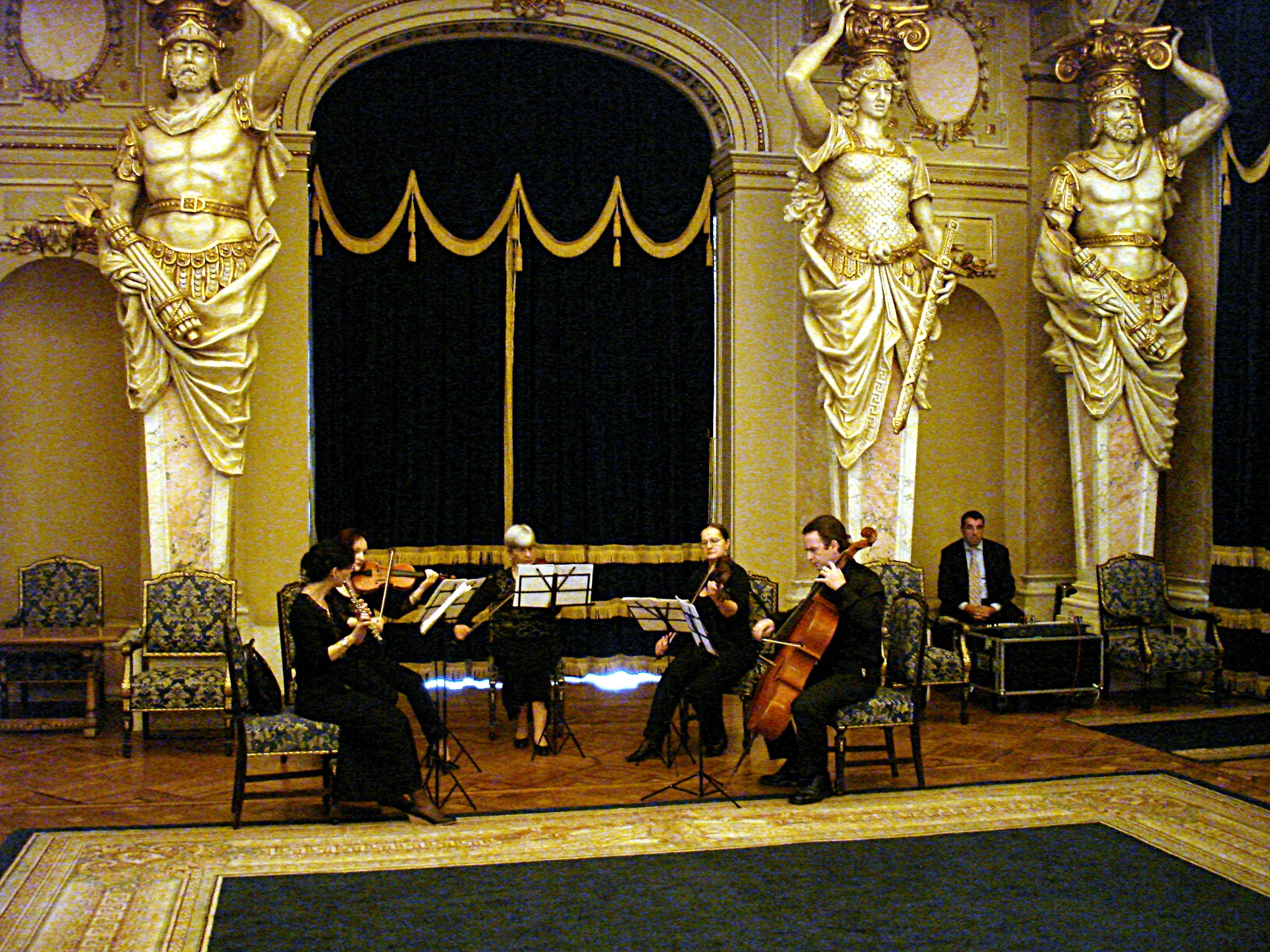
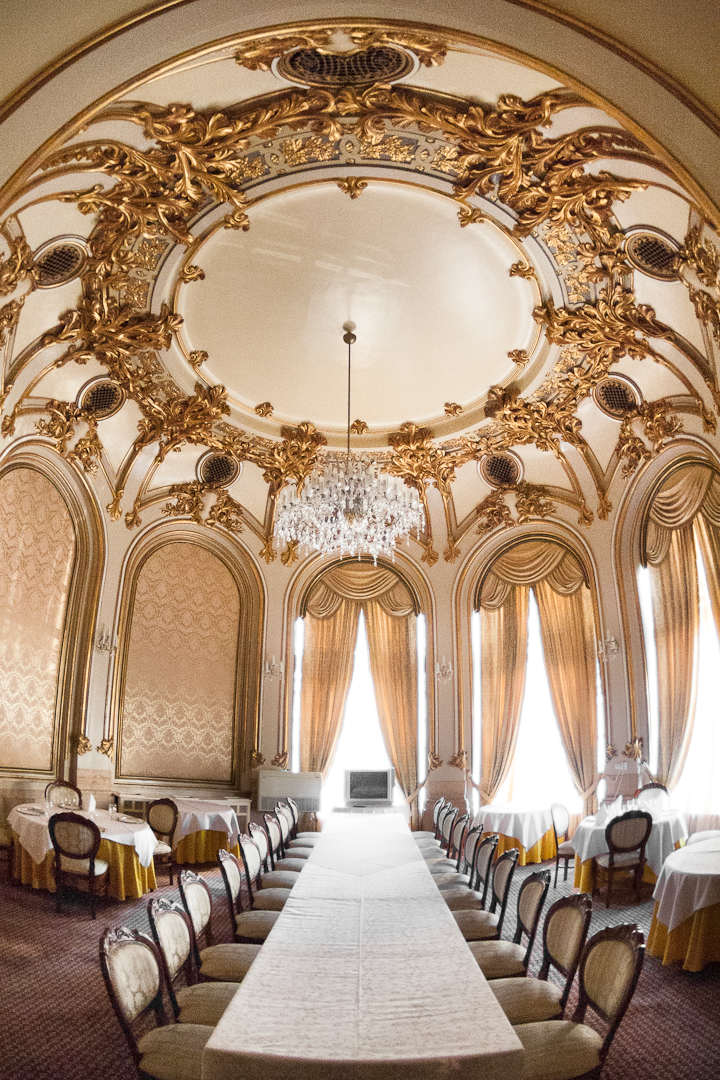
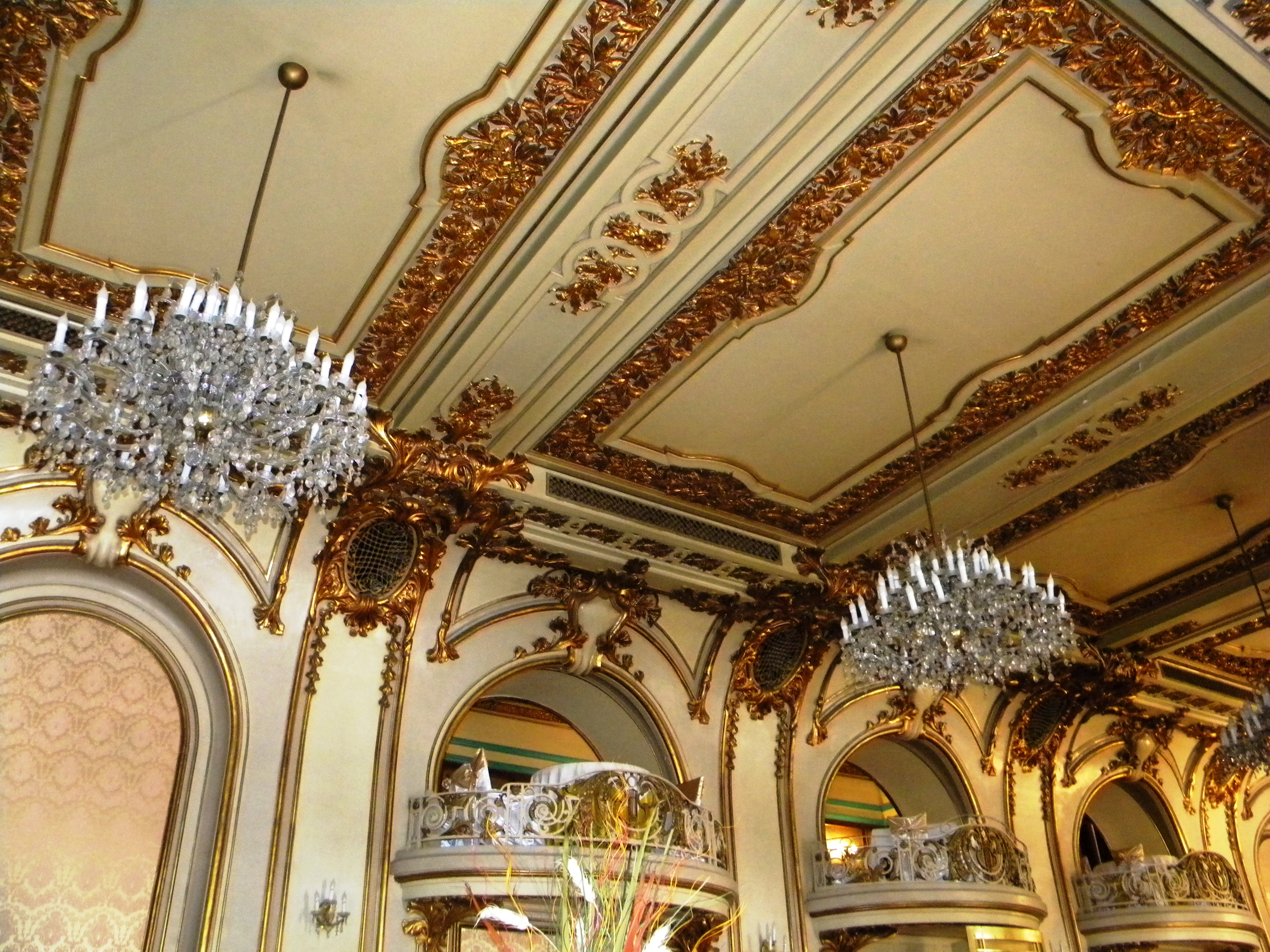
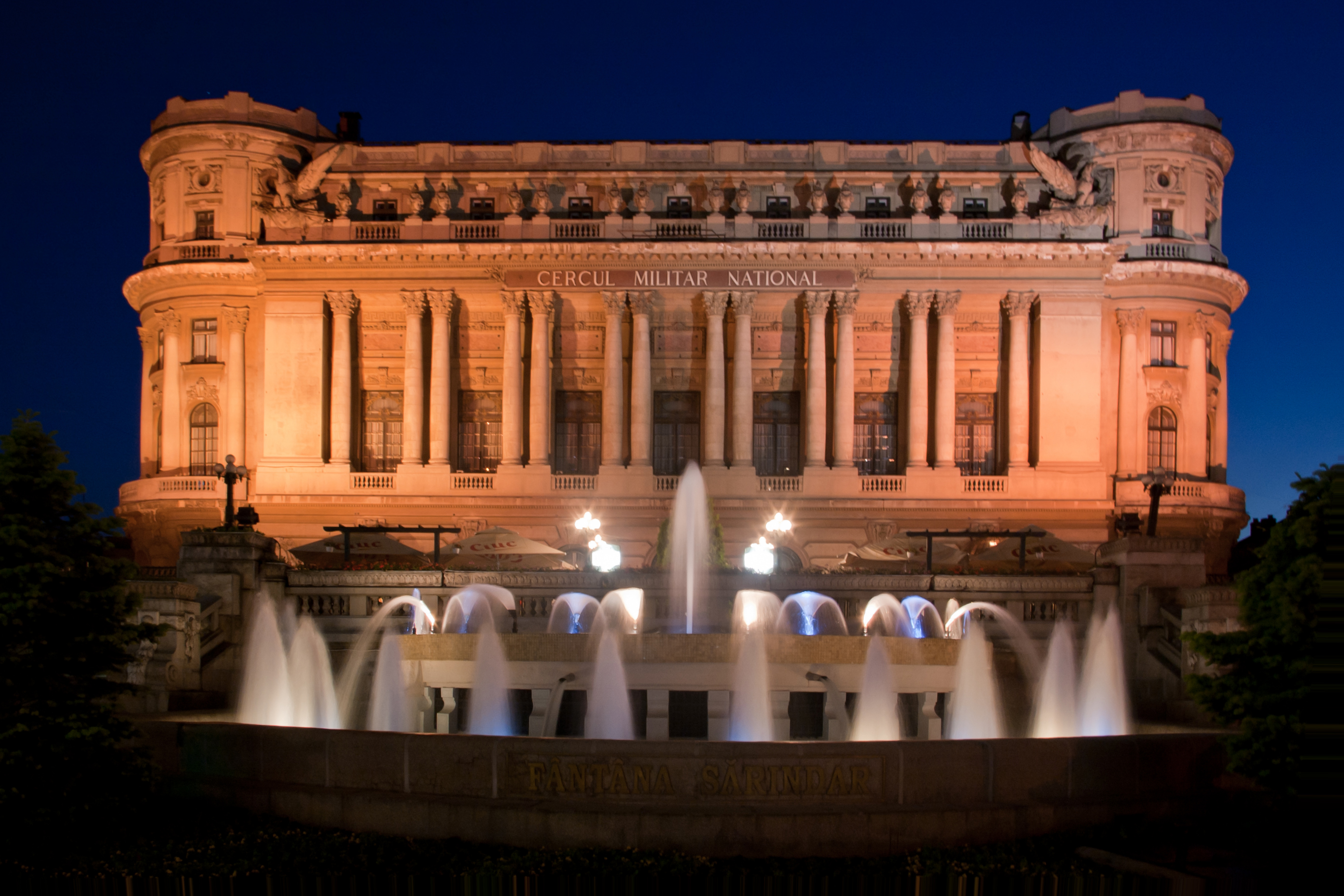
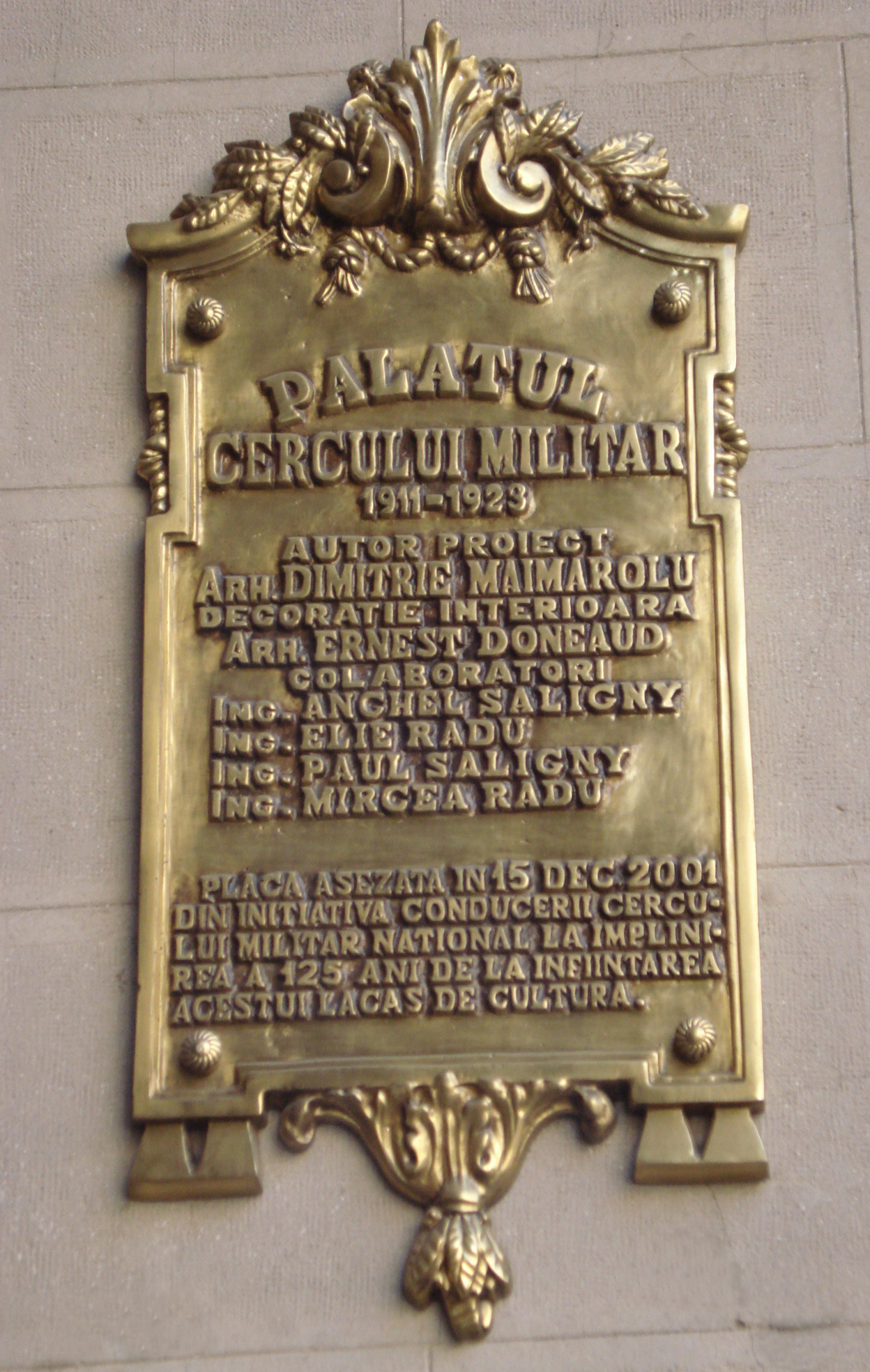